# Église Saint-Benoît du Mans
Pour les articles homonymes, voir Saint-Benoît et Saint Benoît.
L’église Saint-Benoît est une église catholique situé dans la ville du Mans, au sein du quartier historique.

## Historique
L'église est bâtie une première fois au XIIe siècle, puis rebâtie aux XVe et XVIe siècles sur des ruines gallo-romaines et mérovingiennes. Elle est grandement endommagée par la suite, ce qui a amené à sa reconstruction en 1903. Elle est réinaugurée en 1910.   
Elle accueille des messes du rite extraordinaire qui sont célébrées par la fraternité Saint-Pierre.

## Description
Dans la crypte de Sainte-Scholastique, ont été retrouvées d'anciennes épitaphes et de nombreuses substructions d'origine mérovingienne.   
Son architecture apporte néanmoins une touche originale car sa flèche perce parmi les toits du vieux Mans, comme la cathédrale Saint-Julien.   

## Mobilier et relique
L'église est toujours riche en statues représentatives de l'âge d'or de la terre cuite mancelle, preuve du savoir-faire des potiers de la ville.
Elle possède également une relique de sainte Scholastique, à savoir son humérus gauche.